# Diócesis de Saint Paul en Alberta
La diócesis de Saint Paul en Alberta (en latín: Dioecesis Sancti Pauli in Alberta y en inglés: Roman Catholic Diocese of Saint Paul, Alberta) es una circunscripción eclesiástica latina de la Iglesia católica en Canadá, sufragánea de la arquidiócesis de Edmonton. La diócesis tiene al obispo [[Gary Anthony Franken] como su ordinario desde el 15 de septiembre de 2022.

## Territorio y organización
La diócesis tiene 226 716 km² y extiende su jurisdicción sobre los fieles católicos de rito latino residentes en las partes centro-septentrional y nororiental de la provincia de Alberta.
La sede de la diócesis se encuentra en la ciudad de Saint Paul, en donde se halla la Catedral de San Pablo.
En 2020 en la diócesis existían 38 parroquias.
Un componente importante de la población católica de la diócesis está formado por pueblos indígenas (las "primeras naciones" y los mestizos o métis). Otros grupos étnicos incluyen canadienses de habla francesa y otro grupo categorizado simplemente como anglófono.

## Historia
La diócesis fue erigida el 17 de julio de 1948 con la bula Quo satis christianae del papa Pío XII, obteniendo el territorio de la arquidiócesis de Edmonton.
El 25 de enero de 2017 santa Catalina Tekakwitha fue confirmada como patrona secundaria de la diócesis por decreto de la Congregación para el Culto Divino y la Disciplina de los Sacramentos.

## Estadísticas
De acuerdo al Anuario Pontificio 2021 la diócesis tenía a fines de 2020 un total de 108 382 fieles bautizados.
| Año                                                                             | Población            | Población | Población      | Sacerdotes | Sacerdotes    | Sacerdotes    | Bautizados por sacerdote | Diáconos permanentes | Religiosos | Religiosos | Parroquias |
| Año                                                                             | Bautizados católicos | Total     | % de católicos | Total      | Clero secular | Clero regular | Bautizados por sacerdote | Diáconos permanentes | Varones    | Mujeres    | Parroquias |
| ------------------------------------------------------------------------------- | -------------------- | --------- | -------------- | ---------- | ------------- | ------------- | ------------------------ | -------------------- | ---------- | ---------- | ---------- |
| 1950                                                                            | 19 273               | 71 044    | 27.1           | 51         | 31            | 20            | 377                      |                      | 15         | 162        | 35         |
| 1966                                                                            | 32 278               | 90 000    | 35.9           | 61         | 43            | 18            | 529                      |                      | 18         | 226        | 87         |
| 1970                                                                            | 35 556               | 96 309    | 36.9           | 54         | 41            | 13            | 658                      |                      | 16         | 164        | 54         |
| 1976                                                                            | 20 400               | 53 200    | 38.3           | 37         | 29            | 8             | 551                      |                      | 9          | 90         | 45         |
| 1980                                                                            | 28 500               | 95 000    | 30.0           | 39         | 26            | 13            | 730                      |                      | 18         | 93         | 55         |
| 1990                                                                            | 43 125               | 131 700   | 32.7           | 21         | 20            | 1             | 2053                     | 1                    | 1          | 60         | 68         |
| 1999                                                                            | 43 125               | 129 375   | 33.3           | 32         | 28            | 4             | 1347                     | 1                    | 4          | 43         | 96         |
| 2000                                                                            | 43 075               | 129 375   | 33.3           | 27         | 24            | 3             | 1595                     | 1                    | 3          | 19         | 96         |
| 2001                                                                            | 43 075               | 129 375   | 33.3           | 26         | 24            | 2             | 1656                     | 1                    | 3          | 19         | 96         |
| 2002                                                                            | 53 365               | 129 375   | 41.2           | 28         | 25            | 3             | 1905                     | 1                    | 3          | 17         | 58         |
| 2003                                                                            | 53 365               | 129 315   | 41.3           | 33         | 30            | 3             | 1617                     | 1                    | 3          | 17         | 59         |
| 2004                                                                            | 53 365               | 129 315   | 41.3           | 32         | 27            | 5             | 1667                     | 1                    | 5          | 20         | 59         |
| 2010                                                                            | 57 373               | 130 200   | 44.1           | 29         | 19            | 10            | 1978                     | 10                   | 10         | 17         | 60         |
| 2014                                                                            | 105 177              | 248 542   | 42.3           | 33         | 24            | 9             | 3187                     | 6                    | 9          | 21         | 38         |
| 2017                                                                            | 107 168              | 253 596   | 42.3           | 28         | 20            | 8             | 3827                     | 6                    | 8          | 13         | 38         |
| 2020                                                                            | 108 382              | 250 542   | 43.3           | 32         | 24            | 8             | 3386                     | 9                    | 8          | 9          | 38         |
| Fuente: Catholic-Hierarchy, que a su vez toma los datos del Anuario Pontificio. |                      |           |                |            |               |               |                          |                      |            |            |            |

## Episcopologio
- Maurice Baudoux † (12 de agosto de 1948-4 de marzo de 1952 nombrado arzobispo coadjutor de Saint-Boniface[4])
- Philip Lussier, C.SS.R. † (16 de junio de 1952-17 de agosto de 1968 renunció[5])
- Edouard Gagnon, P.S.S. † (19 de febrero de 1969-3 de mayo de 1972 renunció)
- Raymond Roy † (3 de mayo de 1972-30 de junio de 1997 retirado)
- Thomas Christopher Collins (30 de junio de 1997 por sucesión-18 de febrero de 1999 nombrado arzobispo coadjutor de Edmonton)
- Joseph Luc André Bouchard (8 de septiembre de 2001-2 de febrero de 2012 nombrado obispo de Trois-Rivières)
- Paul Terrio (18 de octubre de 2012 - 15 de septiembre de 2022)
- Gary Anthony Franken, desde el 15 de septiembre de 2022